# Cerveja Wührer

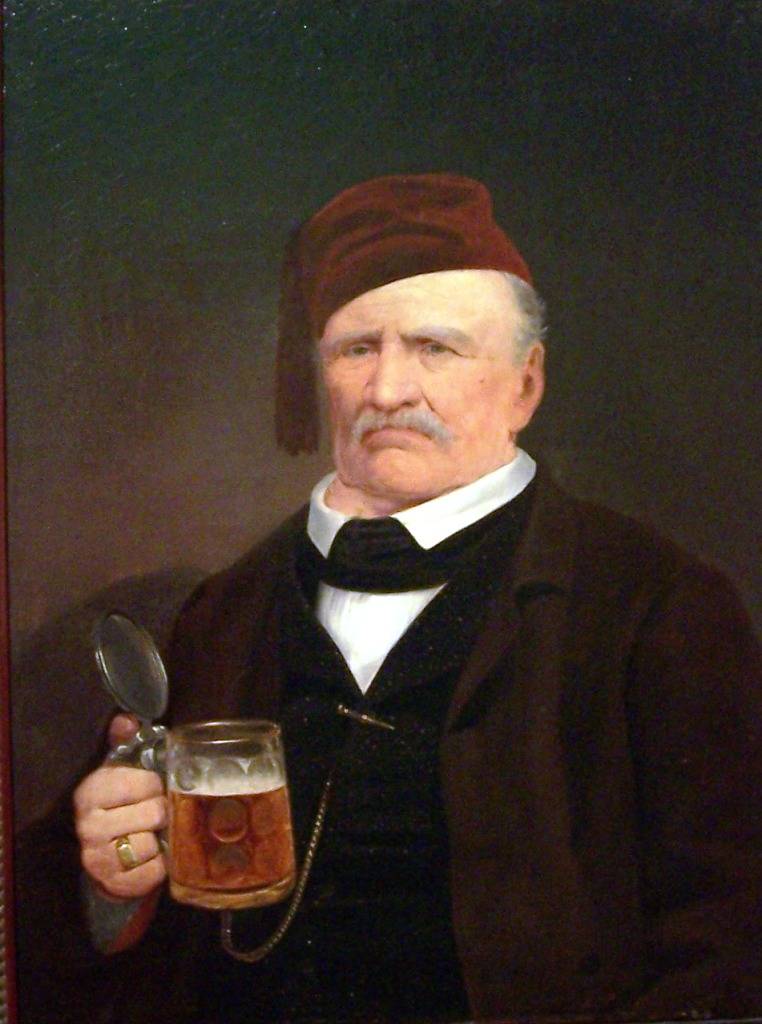
Franz Xavier Wührer.

A Wührer é a mais antiga fábrica de cerveja da Itália.
Foi fundada em Bréscia por Francesco Saverio (Franz Xavier) Wührer em 1829.
A sede original da 'Cervejaria Wührer era situada no centro de Brescia, na via Trieste, onde ainda hoje uma placa relembra aquele lugar. Mais tarde a sede foi transferida por Pietro Wührer para a periferia, em Bornata, onde ficou por vários anos.
Em 1969 os irmãos Maria Teresa e Pietro Wührer receberam o prémio Dioniso d'Oro (entregue pela Federação Italiana dos Públicos Exercícios durante a Convenção Nacional de Bolonha) na ocasião dos 140 anos de atividade da empresa.
Nos anos 80, foi comprada pelo grupo Cerveja Peroni que manteve a marca, alterando porém a receita. [carece de fontes?]
Na zona onde em tempos existia a cervejaria, surgiu um luxuoso e moderno bairro, interessantemente chamado "Bairro Wührer".